# Verset de Bonis
Le Verset, op. 155, est une œuvre musicale de la compositrice Mel Bonis.

## Composition
Mel Bonis compose son Verset pour orgue ou harmonium. Le manuscrit ne comporte pas de date. L'œuvre a été publiée à titre posthume par les éditions Armiane en 2011.

## Analyse
Verset est une œuvre qui se réfère explicitement à la liturgie catholique.

## Sources
- Étienne Jardin, Mel Bonis (1858-1937) : parcours d'une compositrice de la Belle Époque, 2020 (ISBN 978-2-330-13313-9 et 2-330-13313-8, OCLC 1153996478, lire en ligne)